# Thyene bucculenta
Thyene bucculenta là một loài nhện trong họ Salticidae.
Loài này thuộc chi Thyene. Thyene bucculenta được Gerstäcker miêu tả năm 1873.